# Jardin de la Forêt du Lion
Le jardin de la Forêt du Lion  (en chinois simplifié : 狮子林园 ; chinois traditionnel : 獅子林園 ; pinyin : Shī Zǐ Lín Yuán) est un jardin chinois situé dans le district de Pingjiang à Suzhou, en Chine.
Il est célèbre pour sa grotte de roches en son centre, lesquelles donnent le nom au jardin par leur ressemblance à un lion.
Le jardin est classé avec d'autres jardins typiques de Suzhou en tant que site du patrimoine mondial sous le nom de « Jardins classiques de Suzhou ». 

## Histoire
Le premier propriétaire du jardin de la Forêt du Lion est le moine Tianru (天如), un maître zen venu enseigner le bouddhisme à Suzhou en 1341. En 1342, sous la dynastie Yuan, ses disciples lui achètent un terrain pour y construire une forêt zen. De nombreux poètes et peintres y viennent dès lors pour la médiation[pas clair][réf. nécessaire]. Leurs œuvres sont rassemblées dans les collections du jardin de la Forêt du Lion. Après la mort de Tianru, ses élèves se dispersent et le jardin est abandonné,. 
En 1373, sous la dynastie Ming, le peintre et calligraphe Ni Zan passe à Suzhou et participe à la reconstruction du jardin. Il y peint le rouleau "Jardin de la Forêt du Lion" qui rend le jardin célèbre et en fait un lieu apprécié des érudits bouddhistes, des peintres et des poètes, tels que Gao Qi. 
En 1917, le jardin est acquis par un magnat des pigments de Shanghai, Bei Runsheng, qui, après plusieurs années de travaux de rénovation et d'agrandissement, souhaite l'ouvrir au public. Mais le déclenchement de la guerre avec le Japon l'en empêche. Après la guerre, son petit-fils fait don du jardin au gouvernement chinois. Après de nouveaux travaux, le jardin est ouvert au public en 1954,.